# أوليفر أوتو
أوليفر أوتو (بالألمانية: Oliver Otto)‏ هو لاعب كرة قدم ألماني في مركز الوسط، ولد في 21 نوفمبر 1972 في كيرشهايم اونتر تك في ألمانيا. شارك مع منتخب ألمانيا تحت 21 سنة لكرة القدم. أما مع النوادي، فقد لعب مع فالدهوف مانهايم ونادي شتوتغارت.

## وصلات خارجية
- أوليفر أوتو على موقع قاعدة بيانات كرة القدم.إي يو (الإنجليزية)
- أوليفر أوتو على موقع بيانات كرة القدم. دي إي (الألمانية)
- أوليفر أوتو على موقع عالم كرة القدم.نت (الإنجليزية)